# امامزاده چرنداب
امامزادهٔ چرنداب (حلیمه خاتون) واقع در مسجد خانم امامزادهٔ چرنداب یکی از امامزاده‌های شهر تبریز است که در محلهٔ قدیمی چرنداب واقع شده‌است. در این امامزاده ۳ قبر وجود دارد که یکی منسوب به «حلیمه خاتون» (خواهر علی بن موسی الرضا) است و ۲ قبر دیگر نیز به کنیزان حلیمه خاتون نسبت داده می‌شوند.
حسن رشدیه در سال ۱۲۴۸ خورشیدی (۱۸ سالگی) به عنوان پیشنماز مسجد امامزادهٔ چرنداب انتخاب شده بود. همچنین تا اوایل سدهٔ ۱۴ خورشیدی، امامزادهٔ چرنداب شاهد حضور زائران بسیاری، به خصوص در روزهای دوشنبه و پنجشنبه بوده و روضه‌خوانی و شمع‌فروشی در آن صورت می‌پذیرفته‌است.

## نسب امامزاده

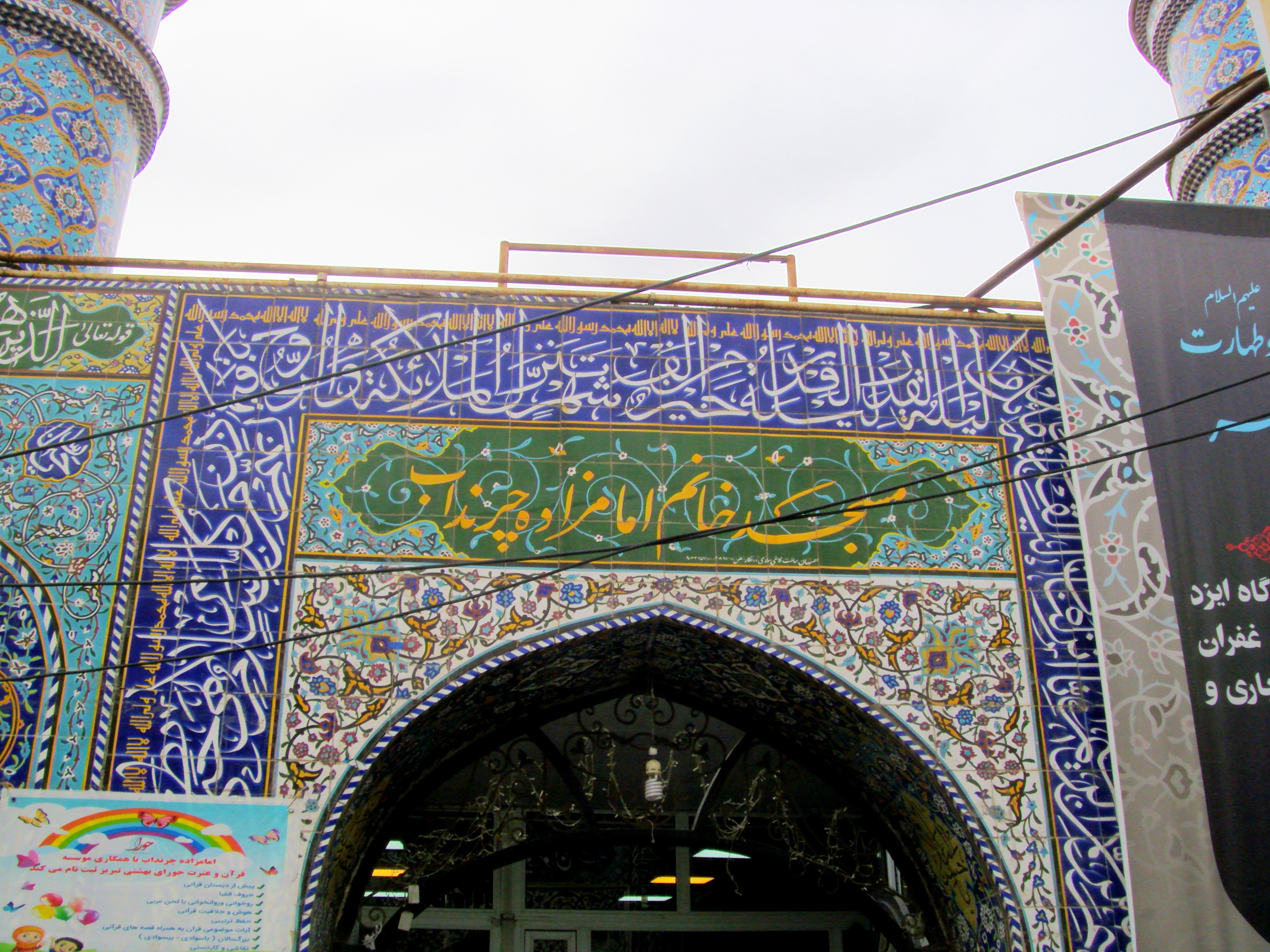
سردر ورودی امامزادهٔ چرنداب

منابع مختلف، نسب‌های مختلفی را دربارهٔ امامزادهٔ چرنداب ذکر کرده‌اند:
- خواهر علی بن موسی الرضا: حشری تبریزی، تابلو توضیحات امامزاده و باور مردم[۴][۵]
- دختر علی بن موسی الرضا: اسرار تبریزی[۶]
- سه تن از نوادگان علی النقی به نام‌های «حلیمه»، «سلیمه» و «رحیمه»: تابلو توضیحات امامزاده[۵]
- خواجه امام: عبدالعلی کارنگ[۷]
- مسلمان غیرمنسوب به اهل بیت: واعظ چرندابی[۸][۹]

### نقل قول‌ها
محمدجواد مشکور در کتاب «تاریخ تبریز تا پایان قرن نهم»:
آن به مزار همشیره حضرت امام رضا (ع) شهرت دارد و به اعتقاد بعضی دختر امام رضا (ع) است و اسم شریفش به بی‌بی خاتون مشهور شده.
سید محمدرضا طباطبایی تبریزی در کتاب «تاریخ اولاد الاطهار»:
در کتاب بحرالانساب سید مرتضی رازی می‌نویسد دختران ابوطالب بن علی النقی (علیه‌السلام) سلیمه و حلیمه و رحیمه از بغداد روی به تبریز نهادند و در آنجا شهید گردیدند و به خاک سپرده شدند.
حشری تبریزی در کتاب «روضهٔ اطهار»:
در جوار گنبدی مشهور به کمان‌خانه، مزار امامزاده‌ای در سردابه واقع است و بالای سردابه عمارتی بود که حالا خراب است و موقوفاتی داشته و اسمش بی‌بی حلیمه خاتون مشهور شده.

## ویژگی‌های بنا
در گذشته در ضلع جنوبی امامزادهٔ چرنداب، گورستان قدیمی کوچکی وجود داشته که حیاط آن محسوب می‌شده‌است. سقف و در و پنجره‌های امامزاده نیز چوبی بوده‌اند که در اثر آتش‌سوزی از بین رفته و با فلز جایگزین شده‌اند. همچنین برروی قبر حلیمه خاتون صندوق چوبی قرار داشته که بر اثر روشن کردن شمع توسط زائران و آتش‌سوزی از بین رفته و بعدها صندوق‌های آلومینیومی-شیشه‌ای برروی قبور قرار داده شده‌اند.
قبر نزدیک به ضلع جنوبی امامزاده (قبله)، منسوب به حلیمه خاتون است و ۲ قبر دیگر نیز در پشت سر آن قرار گرفته‌اند. البته هیچ کدام از قبور کتیبه ندارند.
دو مسجد یکی به مساحت ۲۲۰ متر مربع در ضلع غربی و دیگری به مساحت ۷۰ متر مربع در ضلع جنوبی مجموعهٔ امامزاده قرار گرفته‌اند.